# Хлібниково (Калінінградська область)
Хлібниково (рос. Хлебниково) — селище Краснознаменського району, Калінінградської області Росії. Входить до складу Краснознаменського міського округу.
Населення —  329 осіб (2015 рік). 

## Населення
| 2002 | 2010 |
| ---- | ---- |
| 322  | ↗329 |